# Tommy airline
「Tommy airline」（トミーエアライン）とは、 2004年3月17日にリリースされたthe brilliant greenのボーカル、川瀬智子のソロプロジェクト「Tommy february6」の2枚目のオリジナル・アルバムである。
今作はCDでは初回限定盤と通常盤、アナログ盤も同時発売されている。初回・通常盤は初期生産時は「CCCD」仕様で生産されていたが、追加生産では通常盤のみ通常仕様のCDで再発されている。初回限定盤は前作と同じジャケットとケースが特殊デジパック仕様＋シングル3曲のPVとその他特典映像収録のDVD付きだが、今作はさらにおまけが付いてくる。シングル曲3曲とC/W2曲、アルバム制作時に制作したアルバム収録曲7曲の計12曲収録。

## 概要
前作のアルバム『Tommy february6』が好調の最中、活動を休止し、the brilliant greenでの活動を再開し、4枚目のアルバムのリリース後の翌年、自動車メーカーダイハツ発売の軽自動車「mira AVY」CMソングで突然の復活。その年の2月6日にシングル「je t'aime★je t'aime」で活動を再開した。
今作と先行シングル3作はサンリオの協力による、自身が好きなキャラクター「リトルツインスターズ（キキララ）」とのコラボレーション作品にもなっている。ヴィジュアルコンセプトは、タイトルから分かる通り「航空会社」をモチーフとしており、シングル「MaGic in youR Eyes」でのPVは、飛行機内をイメージしたセットで製作。また、今作の初回限定盤の歌詞が記載したブックレットは、パスポートをモチーフにした凝った作りで、特典として、架空の航空会社「Tommy airline」の航空チケットとポストカードが封入、このポストカードは、Tommy february6の写真の他、イラストのTommy february6が救命道具の使い方を指南する細部まで凝った作りをしている。なお、初回限定盤のジャケットの写真は、Tommy airlineのオリジナルマーキングを施されたDC-9であり、「MaGic in youR Eyes」のPVでは、飛行シーンも登場する。
なお、一部の収録のタイトルが英語の大文字・小文字が混ざっているが、これはシングル「MaGic in youR Eyes」の制作時、Tommy february6が、タイトルの目茶苦茶さに面白がり、アルバム制作時に制作した楽曲のタイトルは、大文字・小文字がごちゃ混ぜになっている。

## 規格品番

### 初回限定盤
- CD：DFCL-1140
- DVD：DFCL-1141

### 通常盤
- DFCL-1203

## 収録曲
1. AttenTion pLEasE
架空の航空会社「Tommy airline」でのロビー風景を演出したインスト曲、バックトラックに前作でも使われているチアガールの掛け声にTommy february6がゲートでの受付社員風の語りが収録、このまま次曲「je t'aime ★ je t'aime」へ続く。
2. je t'aime★je t'aime(ジュテーム★ジュテーム)
シングル曲、Tommy february6活動再開を表明したシングル、タイトルの「je t'aime」とはフランス語で「私はあなたが好きです」の意、ダイハツの軽自動車「mira AVY」CMソングに起用。
3. sEpia memory
失恋をテーマにした曲。
4. ふたりのシーサイド
シングル「Love is forever」のC/W。
5. CAndY EyEs doLLS ∵
6. ChOOSe mE or Die
7. daNCin' bABY
この曲では、1stアルバム『Tommy february6』収録の、トミーフェブラッテ、マカロン。の歓声が使われている。
8. SwEEt dREAM
悪夢がテーマの曲。歌詞にお菓子の名前が出てくる。
9. ThE RoSe fraGranCe
カップルの決別がテーマ
10. MaGic in youR Eyes
先行シングル曲。PVは、飛行機内をイメージしたセットで撮影。バックダンサーが珍しく、チアガールではなく、日本人と黒人のブレイクダンサーであった。
TBS系ドラマ『奥さまは魔女』の主題歌。
11. I still love you boy
シングル「MaGic in youR Eyes」のC/W曲。別れた好きだった人への思いを綴った歌詞で、普段はプログラミング・シンセサイザーなどの電子楽器中心のTommy february6の楽曲で珍しくピアノが使われている。
携帯電話の着信メロディサイトのCMソング、オファーが来たので制作。
12. Love is forever
シングル曲、この曲のTommy february6の歌声は加工がされている。
シングル発売日に同時発売で別名義のもう一人のキャラクター「Tommy Heavenly6」のデビューシングル「Wait till I can dream」が発売。

## DVD
前作同様、シングル曲のPVにカラオケと振り付け。メイキング映像が収録されている。ゲストで「キキララ」が参加。

DVD収録内容
PV
1.je t'aime ★ je t'aime
カクカクとした動きで、パラパラ漫画のような加工がされている、後半ではキキララがポンポン持ってダンスに参加。
2.Love is forever
Tommy february6の自宅風セットで撮影のPV、別名義のもう一人のキャラクター「Tommy Heavenly6」のデビューシングル「Wait till I can dream」とのPVと連動した作品。
3.MaGic in youR Eyes
飛行機内をイメージしたセットで撮影。
カラオケPV
振り付けPV
PV撮影メイキング映像